# Arundinella flavida
Arundinella flavida là một loài thực vật có hoa trong họ Hòa thảo. Loài này được Keng mô tả khoa học đầu tiên năm 1936.